# Melanthia
Melanthia là một chi bướm đêm thuộc họ Geometridae.
Bao gồm các loài:
- Melanthia procellata – Pretty Chalk Carpet